# فدراسیون بین‌المللی پردازش اطلاعات
فدراسیون بین‌المللی پردازش اطلاعات (به انگلیسی: International Federation for Information Processing) یک سازمان جهانی پیرامون تحقیقات، توسعه استانداردها و ترویج اشتراک گذاری اطلاعات برای محققان و متخصصانی است که در زمینه رایانش فعالیت می‌کنند.
فدراسیون بین‌المللی پردازش اطلاعات در سال ۱۹۶۰ تحت حمایت یونسکو تأسیس شد، توسط سازمان ملل متحد به رسمیت شناخته شده‌است و حدود ۵۰ انجمن و آکادمی‌های علمی ملی و بین‌المللی را با مجموع اعضای حرفه‌ای نیم میلیون نفر را به یکدیگر پیوند می‌دهد. فدراسیون بین‌المللی پردازش اطلاعات در لاکزنبورگ اتریش مستقر است و یک سازمان بین‌المللی غیردولتی است که به صورت غیرانتفاعی فعالیت می‌کند.

## بررسی اجمالی
فعالیتهای فدراسیون بین‌المللی پردازش اطلاعات توسط ۱۳ کمیته فنی (به انگلیسی Technical Committees (TCs)) که در بیش از ۱۰۰ گروه کاری (به انگلیسی Working Groups (WGs)) سازماندهی شده‌اند. بیش از ۳۵۰۰ متخصص و پژوهشگر فناوری اطلاعات و ارتباطات از سراسر جهان برای تحقیقات، استانداردها و اشتراک اطلاعات در این فدراسیون گرد هم آمده‌اند. هر کمیته فنی جنبه خاصی از رایانش و رشته‌های مرتبط را پوشش می‌دهد، که در زیر توضیح داده شده‌است.
فهرست کامل کمیته‌های فنی فدراسیون بین‌المللی پردازش اطلاعات عبارتند از:
- کمیته فنی ۱: مبانی علوم رایانه[۲][۳]
- کمیته فنی ۲: نرم‌افزار: نظریه و عمل
- کمیته فنی ۳: آموزش
- کمیته فنی ۵: برنامه‌های کاربردی فناوری اطلاعات
- کمیته فنی ۶: سامانه‌های ارتباطی
- کمیته فنی ۷: مدل‌سازی و بهینه‌سازی سیستم
- کمیته فنی ۸: سیستم‌های اطلاعاتی
- کمیته فنی۹: رابطه رایانه‌ها و جامعه[۴]
- کمیته فنی ۱۰: فناوری سیستم‌های رایانه ای[۵]
- کمیته فنی ۱۱۱: امنیت و حفاظت در سیستم‌های پردازش اطلاعات
- کمیته فنی ۱۲: هوش مصنوعی
- کمیته فنی ۱۳: تعامل انسان و رایانه
- کمیته فنی ۱۴: رایانش سرگرمی[۶]